# Alina Bartkowska
Alina Bartkowska (ur. 15 listopada 1999 w Drawsku Pomorskim) – polska siatkarka, występująca na pozycji atakującej.
Wychowanka klubu UKS Libero Wałcz. Uczęszczała do Szkoły Mistrzostwa Sportowego PZPS w Szczyrku. W latach 2018–2020 reprezentowała barwy pierwszoligowej drużyny MKS SAN-Pajda Jarosław. W czerwcu 2020 roku podpisała kontrakt z PTPS Piła. W barwach pilskiego klubu w sezonie 2020/2021 TAURON Ligi zagrała w 22 meczach zdobywając 121 punktów. W sezonie 2021/2022 występowała w drużynie BKS BOSTIK Bielsko-Biała.
W sezonie 2022/2023 była zawodniczką zespołu Energa MKS Kalisz.